# Pallacanestro Cantù 1974-1975
Questa voce raccoglie le informazioni riguardanti la Pallacanestro Cantù nelle competizioni ufficiali della stagione 1974-1975.

## Stagione
La stagione 1974-1975 della Pallacanestro Cantù sponsorizzata Forst, è la 20ª nel massimo campionato italiano di pallacanestro, chiamatosi per la prima volta Serie A1.
Il campionato aveva cambiato fisionomia: il primo campionato denominato Serie A1, composto da 14 squadre, mentre il secondo Serie A2, con 10 formazioni. Dopo la classica regular season le prime sei squadra della A1 e le prime due dell'A2 avrebbero composto un girone a otto squadre e si sarebbero contese lo scudetto.
Il 2 ottobre ci fu l'inaugurazione del Palasport Pianella e i canturini poterono finalmente tornare a casa, dopo un anno di trasferte a Brescia. Per quanto riguarda la Coppa Korać i canturini entrarono in gioco solo in semifinale, poiché detentori di due coppe consecutive, così gli avversari furono ancora una volta i rivali del Partizan Belgrado, ma anche in questa occasione vennero superati nel doppio confronto. Di conseguenza Cantù si giocò la terza finale consecutiva contro il Barcelona e il 25 marzo, dopo il successo in casa dei catalani, ebbe l'occasione di alzare al cielo, al cospetto del proprio pubblico, la terza Coppa Korać vinta consecutivamente.
Dopo il successo in coppa Cantù si concentrò sul campionato nella poule scudetto. Così dopo tre mesi dalla Coppa Korać e otto dall'inaugurazione dell'impianto, l'8 giugno, alla penultima giornata, Cantù, al Parini, sconfisse la Ignis Varese e si laureò campione d'Italia per la seconda volta.

## Roster
| N° | Naz.                   | Ruolo | Sportivo             |  |  |  |  |
| -- | ---------------------- | ----- | -------------------- |  |  |  |  |
| 4  | Italia (bandiera)      | AG    | Silvano Cancian      |  |  |  |  |
| 6  | Italia (bandiera)      | G     | Carlo Recalcati      |  |  |  |  |
| 7  | Italia (bandiera)      | A     | Franco Meneghel      |  |  |  |  |
| 8  | Italia (bandiera)      | AG    | Fabrizio Della Fiori |  |  |  |  |
| 9  | Italia (bandiera)      | A     | Antonio Farina       |  |  |  |  |
| 10 | Italia (bandiera)      | P     | Giorgio Cattini      |  |  |  |  |
| 13 | Stati Uniti (bandiera) | C     | Bob Lienhard         |  |  |  |  |
| 14 | Italia (bandiera)      | P     | Pierluigi Marzorati  |  |  |  |  |
| 15 | Italia (bandiera)      | C     | Mario Beretta        |  |  |  |  |
| 16 | Italia (bandiera)      | C     | Renzo Tombolato      |  |  |  |  |
|    | Italia (bandiera)      | ALL.  | Arnaldo Taurisano    |  |  |  |  |

## Risultati
| Campione d'Italia 1974-75 |
| ------------------------- |
| Pall. Cantù 2º titolo     |

| Coppa Korać 1974-1975 |
| --------------------- |
| Forst Cantù3º titolo  |